# Spider-Man: Far from Home
Spider-Man: Far from Home è un film del 2019 diretto da Jon Watts.
Basato sul personaggio dell'Uomo Ragno di Marvel Comics, è il 23º film del Marvel Cinematic Universe (MCU) e l'ultimo della cosiddetta "Fase Tre" e della "Saga dell'infinito", nonché sequel di Spider-Man: Homecoming (2017).
Prodotto da Columbia Pictures e dai Marvel Studios e distribuito da Sony Pictures Releasing. La sceneggiatura è stata scritta da Chris McKenna e Erik Sommers. Il cast, oltre a Tom Holland nel ruolo di Peter Parker / Spider-Man, include Samuel L. Jackson, Zendaya, Cobie Smulders, Jon Favreau, J. B. Smoove, Jacob Batalon, Martin Starr, Tony Revolori, Marisa Tomei e Jake Gyllenhaal.
Nell'ottobre 2016 iniziarono le prime discussioni per un seguito di Spider-Man: Homecoming, confermandone la data d'uscita nel dicembre 2016. Nel luglio 2017 è stato confermato il ritorno di Holland nel ruolo di Peter Parker e nel dicembre 2017 quello di Watts alla regia del film; Gyllenhaal si è poi unito al cast nel giugno 2018 per impersonare Quentin Beck / Mysterio.

## Trama
Otto mesi dopo gli eventi di Avengers: Endgame, Peter Parker ha ricominciato la scuola, e svela all'amico Ned di essere innamorato della sua compagna di classe MJ, e che ha intenzione, sfruttando la gita in Europa, di dichiararle il suo amore. Nel frattempo Happy Hogan, ex guardia del corpo dell'ormai deceduto Tony Stark, annuncia a Peter che Nick Fury lo chiamerà presto.
Peter parte per Venezia; mentre sta visitando la città, appare un enorme essere fatto d'acqua, che distrugge molti edifici. Subito dopo interviene una figura in costume che riesce a sopraffare il mostro acquatico, con l'aiuto di Peter che cerca di limitare i danni dello scontro. Una sera, mentre si trova nella sua camera da letto, Parker incontra Fury, che lo avverte della presenza degli Elementali, esseri composti dai 4 elementi fondamentali: Acqua, Aria, Terra, Fuoco. Peter incontra Maria Hill e anche l'uomo, dai suoi compagni chiamato "Mysterio", che ha sconfitto l'Elementale acquatico: Quentin Beck. Quest'ultimo svela a Peter di provenire da un'altra dimensione, e che il suo pianeta è stato distrutto dall'Elementale di fuoco, il più potente. Beck ha sconfitto tre Elementali, e l'ultimo che rimane è proprio quello di fuoco, che apparirà presto a Praga. Peter, volendo godersi la vacanza con l'obiettivo di dichiarare il suo amore a MJ, rifiuta l'incarico. Il giorno dopo il ragazzo scopre che Fury ha cambiato la meta del loro viaggio, indirizzandola proprio verso Praga.
Una volta giunti in città, Peter si allea con Beck, e insieme affrontano l'Elementale, riuscendo a sconfiggerlo. MJ, che era riuscita a fuggire e a nascondersi, raccoglie da terra un oggetto proveniente dal luogo dello scontro. Beck e Parker entrano in un bar per festeggiare la vittoria e il ragazzo mostra i suoi occhiali, che appartenevano a Tony Stark e che gli sono stati dati da Fury, i quali hanno incorporata l'intelligenza artificiale E.D.I.T.H., che controlla tutti i droni da combattimento e le tecnologie delle Stark Industries. Peter pensa che Tony gli abbia affidato quegli occhiali proprio per consegnarli al nuovo Iron Man, vedendolo proprio in Beck. Dopo averglieli consegnati Peter esce dal bar e la verità viene svelata: le persone presenti nella stanza sono tutti collaboratori di Beck, il quale si dimostra essere solo un uomo normale, senza poteri, che è stato un dipendente di Stark, licenziato perché "mentalmente instabile". L'uomo ha creato tutta la storia degli Elementali, che erano solo trucchi olografici, per essere acclamato come eroe da tutto il mondo. All'appuntamento con MJ, Peter scopre che lei conosce la sua identità segreta, poi la ragazza gli mostra lo strano oggetto che ha raccolto, che proietta quello che sembra essere l'Elementale d'aria che viene combattuto da Mysterio.
Peter capisce che Beck lo ha raggirato, e decide di informare Fury di ciò che ha scoperto. La classe di Peter si dirige a Londra, mentre il ragazzo, con una scusa, parte per Berlino. Al suo arrivo viene accolto dallo stesso Fury, ma, dopo avergli raccontato tutto, scopre che egli e l'edificio in cui è entrato sono un'illusione di Mysterio. Quest'ultimo tormenta Peter con i suoi poteri illusori, ingannandolo anche per farsi dire con chi altro ha parlato del suo inganno, per poi farlo realmente investire e portare via da un treno in corsa. Il ragazzo sviene su un sedile e si risveglia nel carcere di un villaggio olandese. Riesce a contattare Happy e, con il suo aiuto, giunge a Londra in tempo. Qui Beck, utilizzando i droni delle Stark Industries tramite E.D.I.T.H., crea l'illusione di lui che combatte un mostro che sembri una fusione dei quattro Elementali, per aumentare così la sua fama, tentando di eliminare al contempo sia gli amici di Peter che Fury. Nella battaglia tra Spider-Man e i droni da combattimento, uno di essi ferisce accidentalmente lo stesso Quentin Beck, che muore dopo un ultimo tentativo di uccidere il ragazzo, il quale riesce a riprendersi gli occhiali e fermare i droni. Infine, sul ponte in cui si era svolta la battaglia, Peter riesce finalmente a scambiare un bacio con MJ, ritornando poi come coppia a New York.
Nella scena durante i titoli di coda, Peter e MJ vedono, su uno schermo gigante di un grattacielo, J. Jonah Jameson del Daily Bugle mostrare un video registrato e manipolato da Beck, che incrimina Spider-Man per gli attacchi a Londra e per la morte di Mysterio, rivelando infine pubblicamente la vera identità del supereroe. Nella scena dopo i titoli di coda, viene rivelato che Talos e sua moglie Soren hanno assunto le sembianze di Fury e Hill per tutto il tempo, mentre il vero Fury si trova nello spazio su un'astronave degli Skrull.

## Personaggi

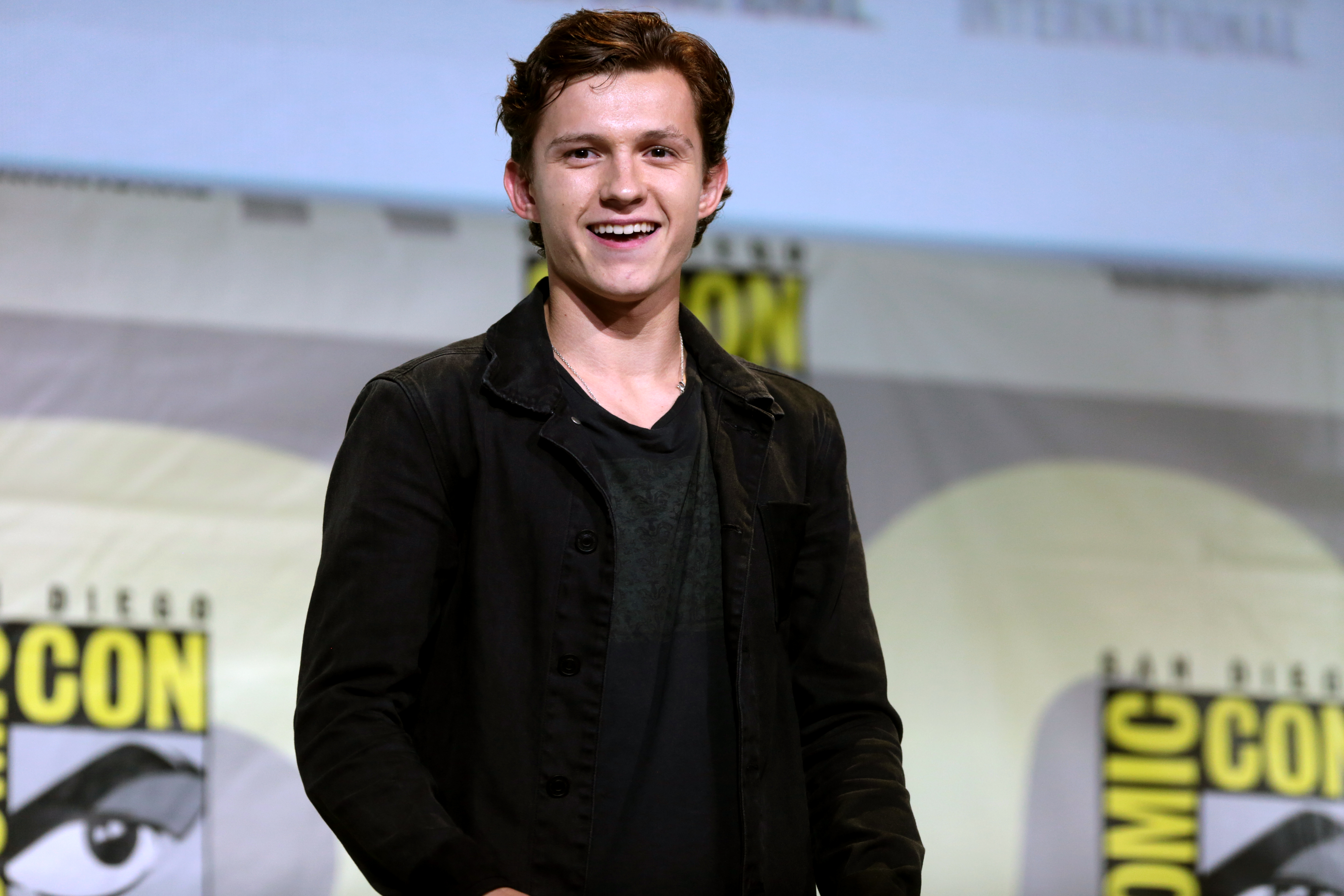
Tom Holland, interprete di Peter Parker / Spider-Man

- Peter Parker / Spider-Man, interpretato da Tom Holland: un adolescente che ha acquisito delle abilità simili a quelle di un ragno dopo essere stato morso da un ragno geneticamente modificato.[1]
- Nick Fury, interpretato da Samuel L. Jackson: ex direttore dello S.H.I.E.L.D.[2]
- Michelle "MJ" Jones, interpretata da Zendaya: una compagna di scuola di Peter.[3]
- Maria Hill, interpretata da Cobie Smulders: un'ex agente di alto rango dello S.H.I.E.L.D. che lavora a stretto contatto con Nick Fury.[2]
- Happy Hogan, interpretato da Jon Favreau: ex capo della sicurezza presso la Stark Industries, ex autista personale e guardia del corpo di Tony Stark, che si prende cura di Peter Parker.[4]
- Julius Dell, interpretato da J. B. Smoove: uno degli insegnanti che accompagna Parker e i suoi amici in Europa.[5][6]
- Ned Leeds, interpretato da Jacob Batalon: il miglior amico di Peter Parker.[7]
- Roger Harrington, interpretato da Martin Starr: l'allenatore della squadra di decathlon accademico.[8][9]
- Eugene "Flash" Thompson, interpretato da Tony Revolori: un compagno di scuola e rivale di Peter.[10]
- May Parker, interpretata da Marisa Tomei: la zia di Peter Parker.[11]
- Quentin Beck / Mysterio, interpretato da Jake Gyllenhaal: un esperto di Elementali che afferma di provenire da un'altra dimensione, reclutato da Nick Fury per aiutare Spider-Man a fermarli.[12][13]

Angourie Rice riprende il suo ruolo di Betty Brant, una compagna di classe di Parker e fidanzata di Ned. Peter Billingsley interpreta William Ginter Riva, uno scienziato che ha lavorato per Obadiah Stane e che ora lavora per Quentin Beck, riprendendo il ruolo da Iron Man. Jeff Bridges e Robert Downey Jr. appaiono nei ruoli di Obadiah Stane / Iron Monger e Tony Stark / Iron Man tramite filmati d'archivio presi rispettivamente da Iron Man e Captain America: Civil War.
Inoltre Numan Acar interpreta Dimitri, un collaboratore di Fury, e Remy Hii interpreta Brad Davis, un compagno di classe di Parker in competizione con lui per MJ. Zach Barack interpreta Zach, un compagno di classe di Parker. J. K. Simmons interpreta J. Jonah Jameson nella scena durante i titoli di coda, riprendendo il ruolo dalla trilogia di Spider-Man di Sam Raimi. Ben Mendelsohn e Sharon Blynn interpretano rispettivamente gli Skrull Talos e Soren, riprendendo il ruolo da Captain Marvel nella scena dopo i titoli di coda, in cui viene rivelato che hanno assunto le sembianze di Nick Fury e Maria Hill per l'intera durata del film, su richiesta dello stesso Fury; entrambi gli attori non sono accreditati.

## Produzione

### Sviluppo

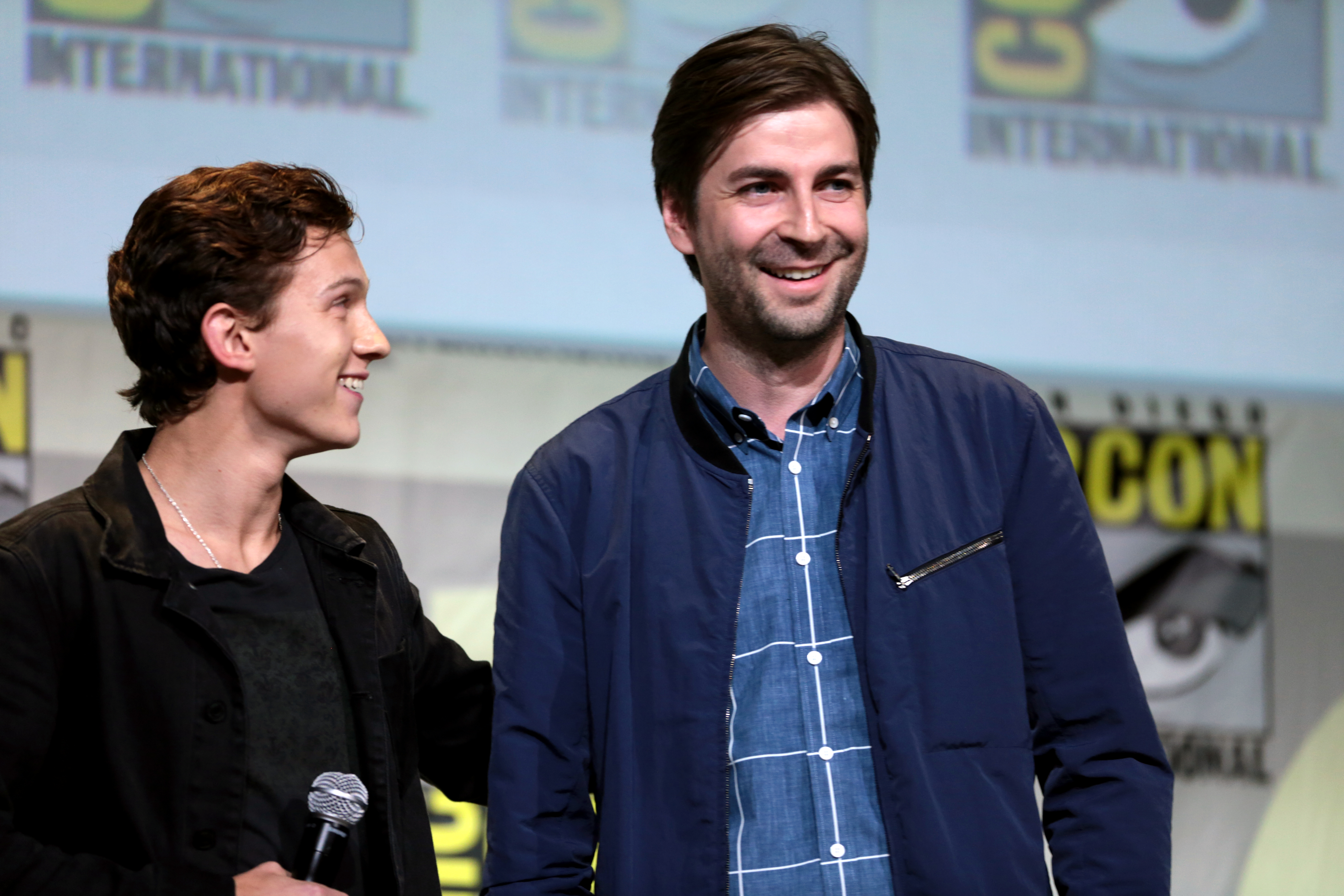
Jon Watts (destra), regista del film, aveva già diretto il precedente Spider-Man: Homecoming (2017)

Nel giugno 2016, Tom Rothman, presidente di Sony Pictures Entertainment, ha dichiarato che Sony e i Marvel Studios erano intenzionati a realizzare nuovi film sull'Uomo Ragno dopo Spider-Man: Homecoming. Il mese successivo, Kevin Feige, presidente dei Marvel Studios, ha affermato che, se l'azienda avesse effettivamente prodotto dei nuovi film, l'idea iniziale sarebbe stata quella di seguire il modello dei film di Harry Potter, ambientando ogni pellicola durante un diverso anno scolastico di Peter Parker; il secondo film si sarebbe dovuto svolgere durante il terzo anno di liceo di Parker. Secondo l'attore Tom Holland, che al momento si trovava sotto contratto per un totale di tre film di Spider-Man (compreso Homecoming), nel mese di ottobre 2016 sarebbero iniziate le discussioni su un secondo film sull'Uomo Ragno e sul prossimo villain che sarebbe comparso nella pellicola. Nel mese di dicembre, dopo la pubblicazione del primo trailer di Spider-Man: Homecoming, Sony ha messo in programma il secondo film per il 5 luglio 2019.
Nel giugno 2017, Sony ha dichiarato che avrebbe utilizzato per il film un altro personaggio di proprietà dei Marvel Studios, come aveva fatto in precedenza con Iron Man per Homecoming. Secondo Feige, Sony e i Marvel Studios stavano iniziando a solidificare i piani per il film, e le vicende di Spider-Man in Avengers: Infinity War e Avengers: Endgame avrebbero aiutato «lanciato [il personaggio] in un universo cinematografico completamente nuovo a quel punto». Sia Marvel che Sony, con il supporto di Feige e Amy Pascal, avevano intenzione di far tornare Jon Watts per dirigere il film, il quale aveva già lavorato in precedenza a Homecoming. Feige, in seguito, ha inoltre dichiarato che il titolo del film avrebbe avuto un sottotitolo, così come era stato per Homecoming, e che non sarebbe stato presente un 2. L'inizio delle riprese erano inoltre previsto per aprile o maggio 2018. Pascal ha affermato che il film sarebbe iniziato «pochi minuti dopo» la fine di Avengers: Endgame. Feige ha dichiarato che, come era accaduto per Homecoming, il villain del film sarebbe stato un personaggio non ancora comparso in un film al cinema. A luglio 2017, Watts era impegnato nelle trattative con gli studi cinematografici per tornare a lavorare al seguito di Homecoming, e Marisa Tomei ha espresso il suo desiderio di tornare a interpretare il personaggio di May Parker.

### Pre-produzione
Alla fine dell'agosto 2017, mentre il film stava entrando in pre-produzione, Chris McKenna e Erik Sommers, due degli sceneggiatori di Spider-Man: Homecoming, stavano ultimando le trattative per lavorare anche alla sceneggiatura della nuova pellicola. A inizio ottobre 2017, Jacob Batalon ha confermato che sarebbe tornato a interpretare il personaggio di Ned Leeds nel film. A dicembre 2017, Kevin Feige ha poi annunciato il ritorno di Jon Watts alla regia del sequel. A febbraio 2018, è stata confermata la presenza nel cast di Zendaya, ancora nel ruolo di Michelle "MJ" Jones. L'inizio delle riprese era in programma per l'inizio di luglio 2018 nella città di Londra, a differenza del primo film che era stato girato ad Atlanta; Feige ha sottolineato che questo cambiamento era dovuto al fatto che gran parte del film si sarebbe svolta in giro per il mondo, al di fuori di New York. Un mese più tardi, Jake Gyllenhaal ha iniziato le trattative per interpretare Quentin Beck / Mysterio, mentre Tomei è stata confermata come parte del cast nel suo precedente ruolo; anche McKenna e Sommers sono stati poi confermati come sceneggiatori del film. Alla fine del mese di giugno 2018, Holland ha rivelato che il film si sarebbe chiamato Spider-Man: Far from Home, e che la presenza di Gyllenhaal era stata confermata. Feige ha in seguito dichiarato che, a causa del potenziale rischio che il titolo del film potesse trapelare comunque dopo l'inizio delle riprese, avevano deciso di renderlo pubblicamente noto in anticipo loro stessi tramite Holland; ha inoltre confrontato il titolo con quello di Homecoming, sottolineando come Far from Home fosse «ricco di significati alternativi» pur mantenendo l'utilizzo della parola home ("casa"), aggiungendo che il film si sarebbe incentrato sulle vacanze estive di Parker e i suoi amici in Europa.

### Riprese

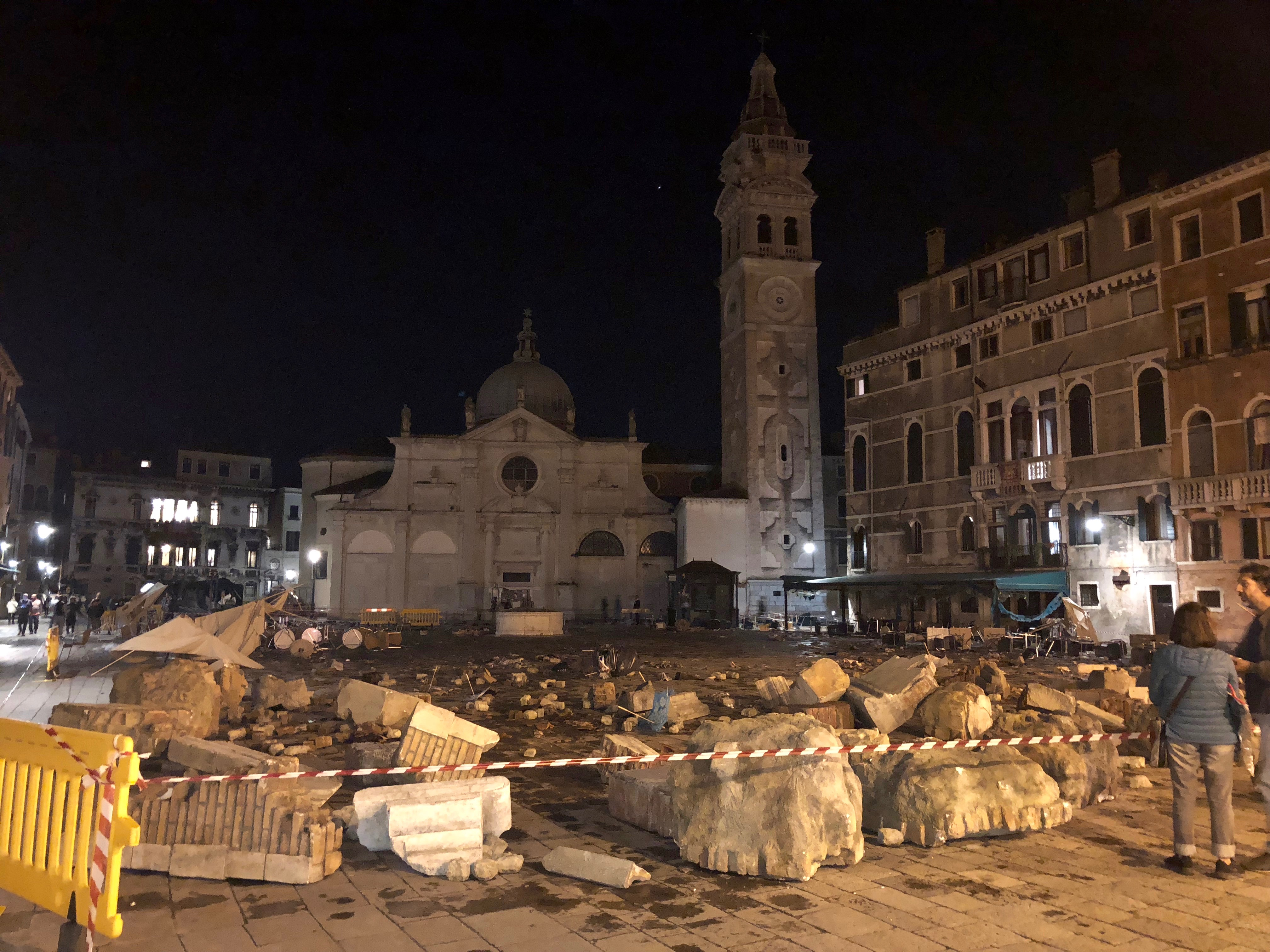
Set del film in Campo Santa Maria Formosa a Venezia

La fase di lavorazione del film è iniziata il 2 luglio 2018 con le riprese nella contea inglese di Hertfordshire, sotto il titolo di lavorazione di Fall of George. Parte delle riprese si sono svolte inoltre a Londra, compresa la zona orientale della città (la East London). Poco dopo l'inizio delle riprese, alcune foto sul set hanno confermato il ritorno di Hemky Madera nei panni del signor Delmar, il proprietario di un mini-market, e hanno rivelato che anche J. B. Smoove e Numan Acar hanno partecipato al film. A inizio del mese di agosto, Samuel L. Jackson e Cobie Smulders sono stati confermati come parte del cast nei rispettivi ruoli di Nick Fury e Maria Hill, personaggi già comparsi in precedenti film del MCU, mentre Remy Hii si è unito al gruppo di attori della pellicola il mese successivo. Durante il mese di settembre, ulteriori riprese si sono svolte nelle città di Praga e Liberec, in Repubblica Ceca, per poi spostarsi a Venezia verso la fine del mese. Le riprese del film sono poi continuate nella città di New York, dai primi di ottobre, per poi concludersi il 16 ottobre 2018. Il budget del film è stato di 160 milioni di dollari.

### Post-produzione
Nel dicembre 2018, al Comic Con Experience in Brasile, è stato rivelato che Hydro-Man e gli Elementali appariranno nel film. Con la pubblicazione del secondo trailer, viene rivelato che Quentin Beck / Mysterio e gli Elementali provengono da un'altra dimensione, a causa degli eventi di Infinity War ed Endgame. L'8 giugno 2019 si sono ufficialmente conclusi i lavori di post-produzione del film.

## Colonna sonora
Nel mese di ottobre 2018, è stato confermato che il compositore Michael Giacchino, che aveva già lavorato a Spider-Man: Homecoming, sarebbe tornato a curare la colonna sonora di Spider-Man: Far from Home. Dopo l'uscita del film viene pubblicata anche su dischi e per la vendita in download.
Nel film sono presenti anche tre canzoni italiane: Stella stai di Umberto Tozzi, Amore di tabacco di Mina e Bongo Cha Cha Cha di Caterina Valente.

## Promozione
Il primo trailer del film è stato mostrato in anteprima l'8 dicembre 2018, durante la presentazione di Sony Pictures Entertainment in occasione del Comic Con Experience in Brasile, dove erano presenti anche Holland e Gyllenhaal per promuovere la pellicola, senza però essere pubblicato online. Il primo teaser trailer è stato poi reso pubblico il 15 gennaio 2019, ricevendo 130 milioni di visualizzazioni nelle prime 24 ore su YouTube, battendo i 116 milioni ottenuti dal trailer di Spider-Man: Homecoming. Il 6 maggio 2019 è stato pubblicato un secondo trailer, che ha superato il suo predecessore, ottenendo 135,2 milioni di visualizzazioni nelle prime 24 ore.

## Distribuzione

### Data di uscita
La première mondiale di Spider-Man: Far from Home si è tenuta il 26 giugno 2019 al TCL Chinese Theatre di Los Angeles, quella italiana il 5 luglio al Teatro Antico durante il Taormina Film Fest.
L'uscita del film nelle sale statunitensi era inizialmente prevista per il 5 luglio 2019, successivamente è stata anticipata al 2 luglio, mentre in Italia è uscito il 10 luglio.

### Edizione italiana
La direzione del doppiaggio e i dialoghi italiani sono stati curati da Marco Guadagno, per conto della Dubbing Brothers Int. Italia.

### Edizioni home video
Il film è disponibile in DVD, Blu-ray, 4K Ultra HD e Digital HD dal 5 novembre 2019.

## Accoglienza

### Incassi
Spider-Man: Far from Home ha incassato 391283774 $ in Nord America e 741414082 $ nel resto del mondo, per un incasso complessivo di 1132723226 $, a fronte di un budget di produzione di $160 milioni.
Il 26 luglio 2019 il film ha raggiunto un incasso globale di 1 miliardo di dollari; è il quarantesimo nella storia del cinema, il primo di Spider-Man e il terzo del 2019 a raggiungere tale traguardo. Il 18 agosto 2019 raggiunge un incasso di $1,109 miliardi, diventando il film Sony con i maggiori incassi di sempre, superando Skyfall ($1,108 miliardi); inoltre è il quarto maggior incasso mondiale del 2019, il settimo maggior incasso nel Nord America del 2019, il 33º film con maggiori incassi nella storia del cinema e il 12º maggiore incasso di sempre per un film di supereroi.

#### Nord America
Nel primo giorno di programmazione il film ha incassato $39,3 milioni in 4,634 schermi, stabilendo un nuovo record per il miglior giorno esordio di martedì, superando The Amazing Spider-Man ($35 milioni). Nei primi tre giorni ha incassato $92,5 milioni. Nel week-end d'esordio ottiene il primo posto al botteghino incassando $92,6 milioni, per un totale di $185,1 milioni nei primi sei giorni. Nella prima settimana di programmazione ha incassato di $195,9 milioni. Nel secondo week-end rimane al primo posto incassando $45,4 milioni. Nel terzo week-end scende al secondo posto incassando $21,2 milioni. Nel quarto week-end scende al terzo posto incassando $12,5 milioni.

#### Internazionale
Nel primo week-end di programmazione il film è stato distribuito in Cina, Giappone e Hong Kong, incassando $110,8 milioni. Dopo il secondo week-end ha raggiunto un incasso di $392,7 milioni. Al 7 luglio 2019 i mercati maggiori erano Cina ($166,1 milioni), Corea del Sud ($33,5 milioni), Regno Unito ($17,8 milioni), Giappone ($17,3 milioni), Messico ($13,4 milioni) e Australia ($12,1 milioni).

### Critica
Il film è stato accolto positivamente dalla critica. Sull'aggregatore di recensioni Rotten Tomatoes riceve il 91% delle recensioni professionali positive, con un voto medio di 7,4 su 10 basato su 456 recensioni; il consenso critico del sito recita: "Una miscela disinvoltamente imprevedibile di romanticismo adolescenziale e azione di supereroi, Spider-Man: Far from Home pone elegantemente le basi per la prossima era del MCU". Su Metacritic ottiene un punteggio di 69 su 100 basato su 55 recensioni.

## Riconoscimenti
- 2020 – Critics' Choice Awards[90]
  - Candidatura al miglior film d'azione
- 2019 – E! People's Choice Awards[91]
  - Attrice preferita in un film del 2019 a Zendaya
  - Attore o attrice preferito/a in un film d'azione del 2019 a Tom Holland
  - Candidatura al miglior film del 2019
  - Candidatura al miglior film d'azione del 2019
  - Candidatura all'attore preferito in un film del 2019 a Tom Holland
- 2019 – Saturn Award[92]
  - Miglior attrice non protagonista a Zendaya
  - Miglior attore emergente a Tom Holland
  - Candidatura alla migliore trasposizione da fumetto a film
  - Candidatura ai migliori effetti speciali
- 2019 – Teen Choice Awards[93]
  - Miglior film dell'estate
  - Miglior attore in un film dell'estate a Tom Holland
  - Miglior attrice in un film dell'estate a Zendaya

## Altri media

### Fumetti
La Marvel Comics ha pubblicato Spider-Man: Far from Home Prelude, un fumetto preludio che narra alcune vicende precedenti al film, scritto da Will Corona Pilgrim e disegnato dall'italiano Luca Maresca. In Italia è stato tradotto e distribuito dalla Panini Comics nel mese di giugno 2019.

### Videogiochi
La Marvel Entertainment in occasione del film concede nei videogiochi su licenza di introdurre eventi, parte della storia o estetiche come i costumi nel film.
Segue un elenco dei titoli:
- Marvel's Spider-Man, di Insomniac Games
- Marvel Battle Lines, di Nexon
- Marvel Contest of Champions, di Kabam
- Marvel Future Fight, di Netmarble Games
- Marvel Puzzle Quest, di D3 Go!
- Marvel Strike Force, di FoxNext Game

## Sequel
Nel 2017 Tom Holland ha dichiarato che è in programma la produzione di un terzo film, che sarà ambientato durante l'ultimo anno di liceo di Peter Parker. Anche il regista Jon Watts si è dichiarato favorevole per girare un terzo capitolo. Nell'agosto 2019 è stato annunciato che non è stato rinnovato l'accordo tra Sony e Disney, di conseguenza Spider-Man non avrebbe più fatto parte del Marvel Cinematic Universe.
Tuttavia il 27 settembre 2019 Sony e Disney annunciano il ritorno di Spider-Man nel MCU, tramite un nuovo accordo. Le riprese del sequel, con Jon Watts ancora alla regia, avranno come location principali Atlanta, New York, Los Angeles e Islanda. La riprese sono iniziate nell'ottobre 2020 a New York e sono terminate nel marzo 2021. Benedict Cumberbatch, Jamie Foxx, Alfred Molina e Willem Dafoe fanno parte del cast, riprendendo rispettivamente i ruoli di Stephen Strange dai precedenti film MCU, di Electro da The Amazing Spider-Man 2 - Il potere di Electro, del Dottor Octopus da Spider-Man 2 e di Norman Osborn / Goblin dalla trilogia di Sam Raimi. Inoltre Thomas Haden Church riprende il ruolo di Flint Marko / Uomo Sabbia da Spider-Man 3 e Rhys Ifans riprende il ruolo di Curt Connors / Lizard da The Amazing Spider-Man. Nel febbraio 2021 è stato rivelato il titolo del film, ovvero Spider-Man: No Way Home, uscito il 15 dicembre 2021.